# Salon de l'automobile de Séoul
Le Salon de l'automobile de Séoul (ou Seoul Motor Show) est un salon automobile international bisannuel se déroulant au mois d'avril des années impaires, à Séoul en Corée du Sud, depuis 1995.

## Présentation
Le salon automobile de Séoul se déroule au Korea International Exhibition Center (KINTEX), à Goyang, dans la banlieue nord de Séoul. C'est un salon bisannuel qui a lieu fin avril les années impaires, sauf pour les éditions 2001 et 2003 où le salon a eu lieu en novembre 2002 après une interruption de trois années. Il est le 4e plus grand salon automobile d'Asie, derrière les salons de l'automobile de Tokyo, Shanghai et Pékin.
Le « Seoul Motor Show » est à ne pas confondre avec le « Seoul Auto Salon », qui se déroule en juillet au Convention and Exhibition Center (COEX) dans le district huppé de Gangnam-gu, qui est un  salon professionnel annuel consacré à l'automobile, l'entretien de la voiture, les pièces détachées et le tuning.

## Éditions

### 1reédition (1995)
(4 au 10 mai)
- Asia Neo Mattina Concept
- Daewoo DACC II Concept
- Daewoo N°1 Concept
- Daewoo N°2 Concept
- Hyundai FGV-1 Concept[2]
- SsangYong Solo III Concept

### 2eédition (1997)
(24 avril au 1er mai)
- Daewoo Matiz Concept[3]
- Daewoo Joyster Concept
- Samsung SSC-1

### 3eédition (1999)
(11 au 18 mai)
- Hyundai FGV-2 Concept

### 4eédition (2002)
(20 au 29 novembre)
- Hyundai HIC concept[4]
- Hyundai Coupe Aero concept[4]
- Hyundai Santa Fe Mountaineer concept[4]

### 5eédition (2003)
- Hyundai Veloster Concept[5]

### 5eédition (2005)
(28 avril au 8 mai)

### 6eédition (2007)

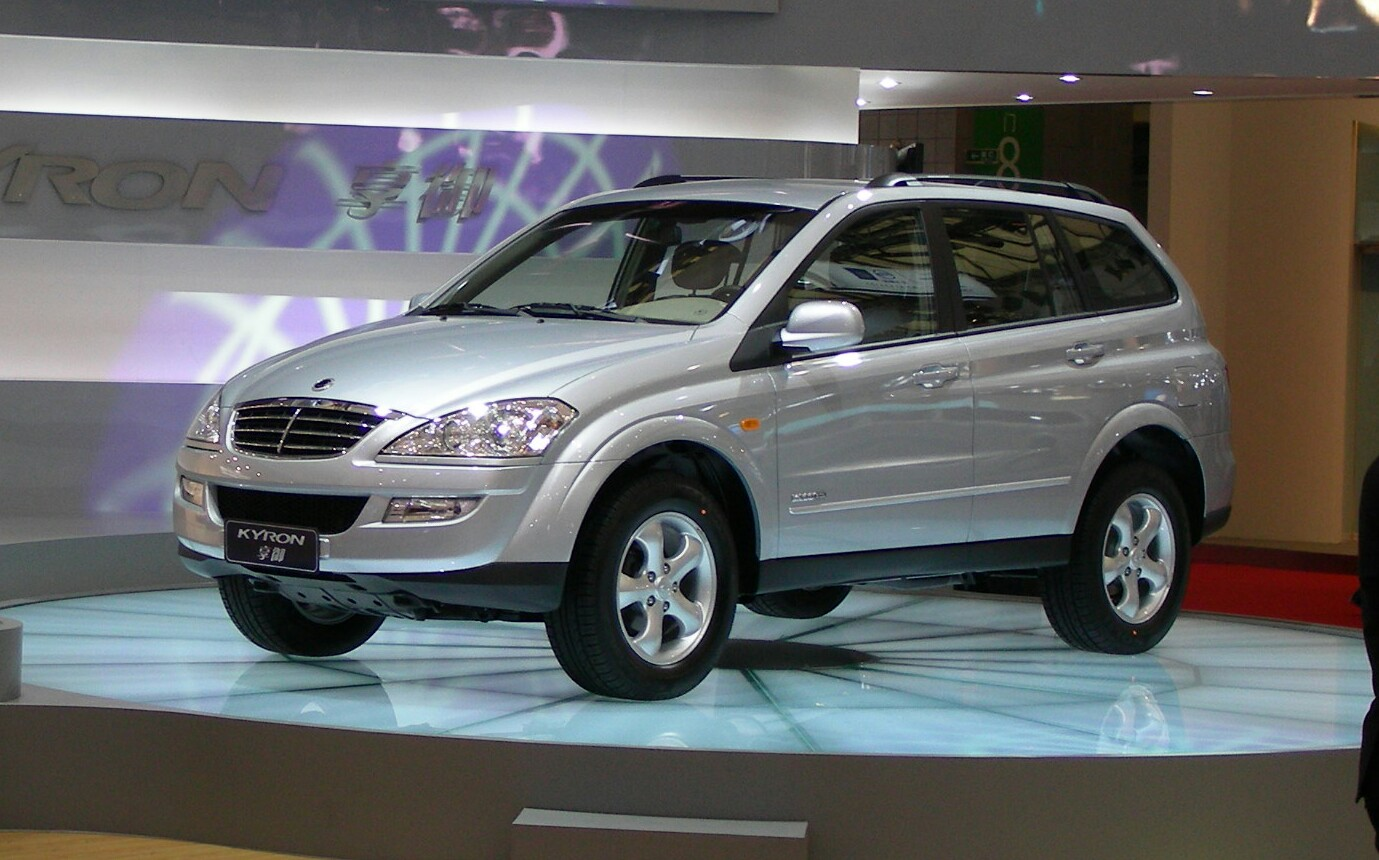
SsangYong Kyron 2007

(5 au 15 avril)
- SsangYong Kyron
- Kia KND-4 Concept[6].

### 7eédition (2009)

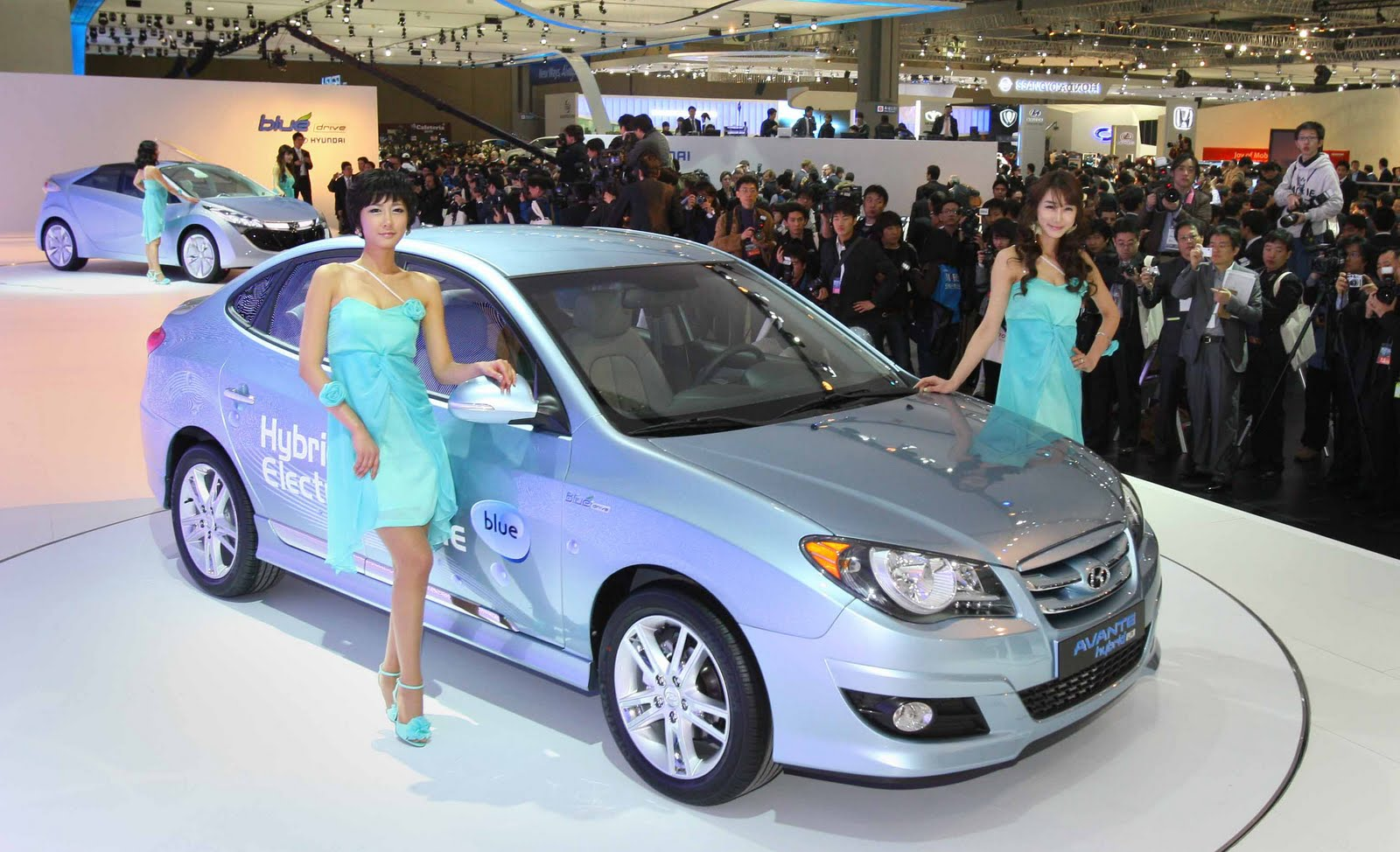
Hyundai Avante Hybrid

(du 2 au 12 avril)
- Hyundai Elantra LPI HEV[7]
- Hyundai Avante LPG Hybrid[8]
- Kia KND-5 Concept[9]
- Kia Sorento[10]
- Samsung SM3[11]
- Ssangyong C200 Eco concept[12]

### 8eédition (2011)

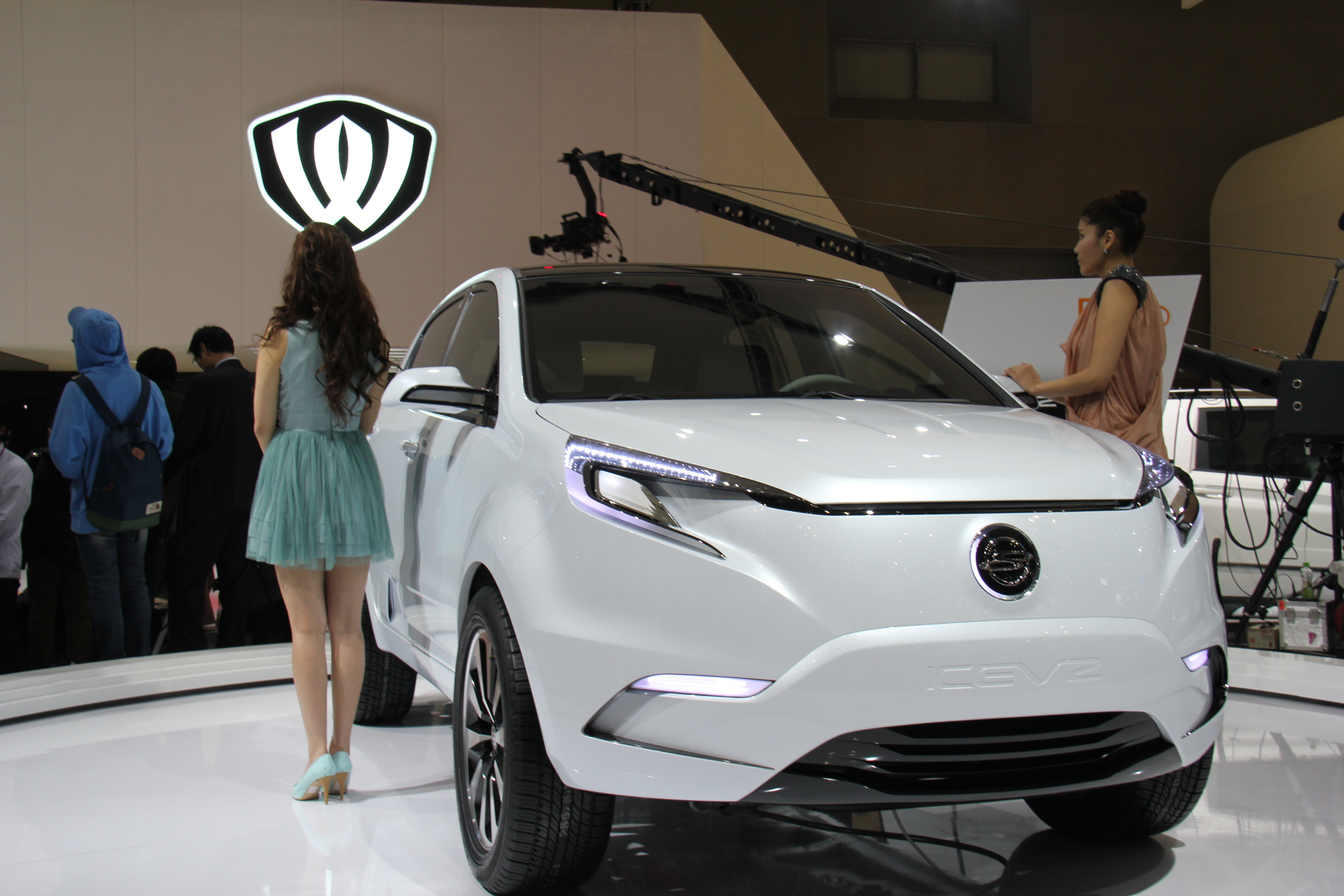
SsangYong KEV2 Concept

(31 mars au 10 avril)
- Samsung SM7 Concept[13]
- SsangYong KEV2 Concept

### 9eédition (2013)

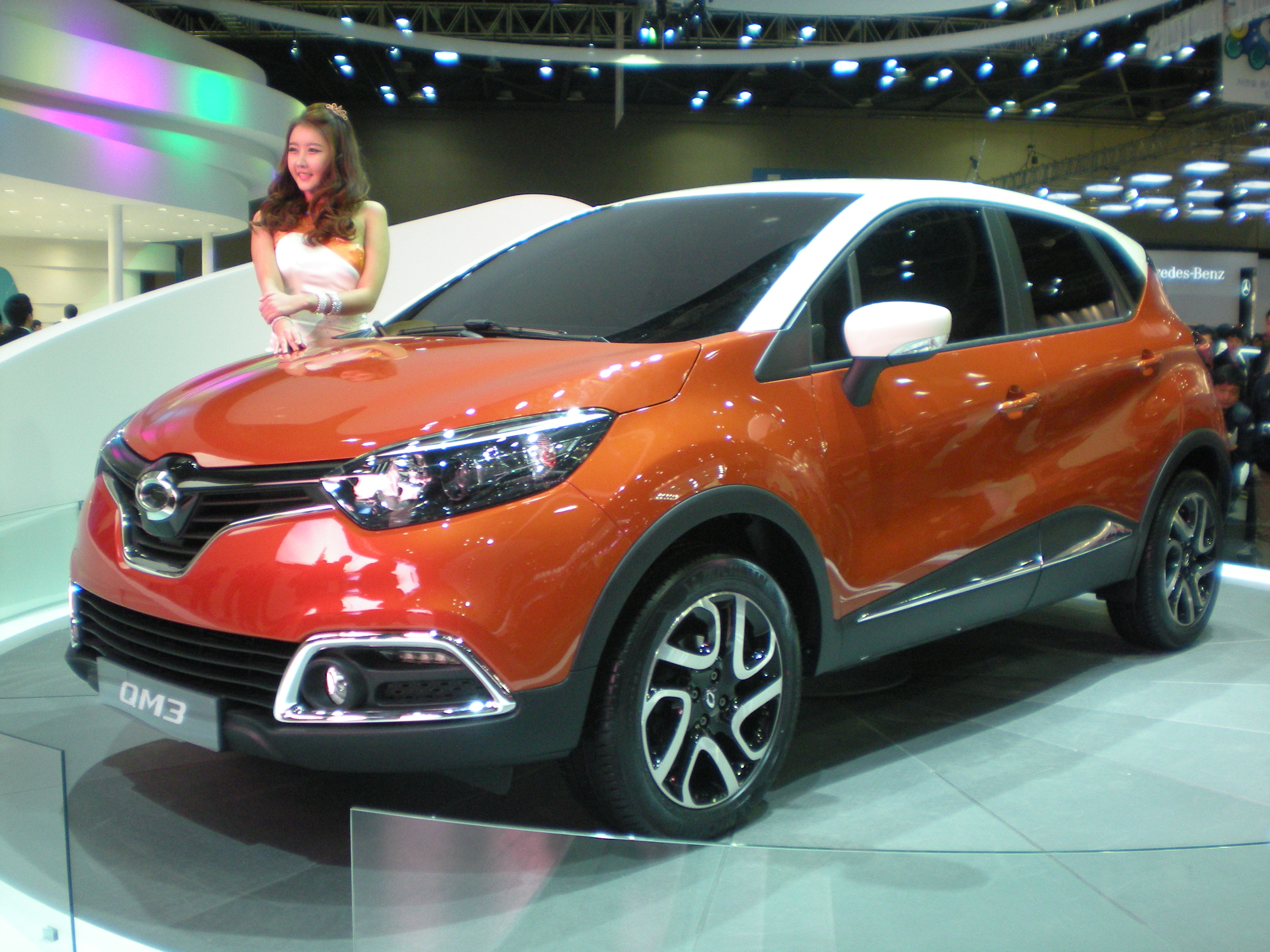
La Renault Samsung QM3 au Salon de Seoul 2013

(29 mars au 7 avril)
- Hyundai ix35 FCEV
- Samsung QM3 Concept[14]

### 10eédition (2015)
(2 au 12 avril)
- Hyundai Enduro concept[15]
- Hyundai RM15 concept
- Kia Novo concept[16]

### 11eédition (2017)
- SsangYong Rexton[17]

### 12eédition (2019)
Du 29 mars au 7 avril.
- Samsung XM3 Inspire concept[18]

### 13eédition (2021)
- Kia Niro II